# BFI London Film Festival
Il British Film Institute London Film Festival, o semplicemente BFI London Film Festival, è un festival cinematografico non competitivo nato nel 1956, divenuto negli anni uno dei più prestigiosi a livello europeo. Il festival si svolge ogni anno con il patrocinio del British Film Institute, attualmente sponsorizzato dal The Times, e presenta oltre 300 film provenienti da oltre 60 paesi, con un ampio programma di eventi e conferenze.

## Storia

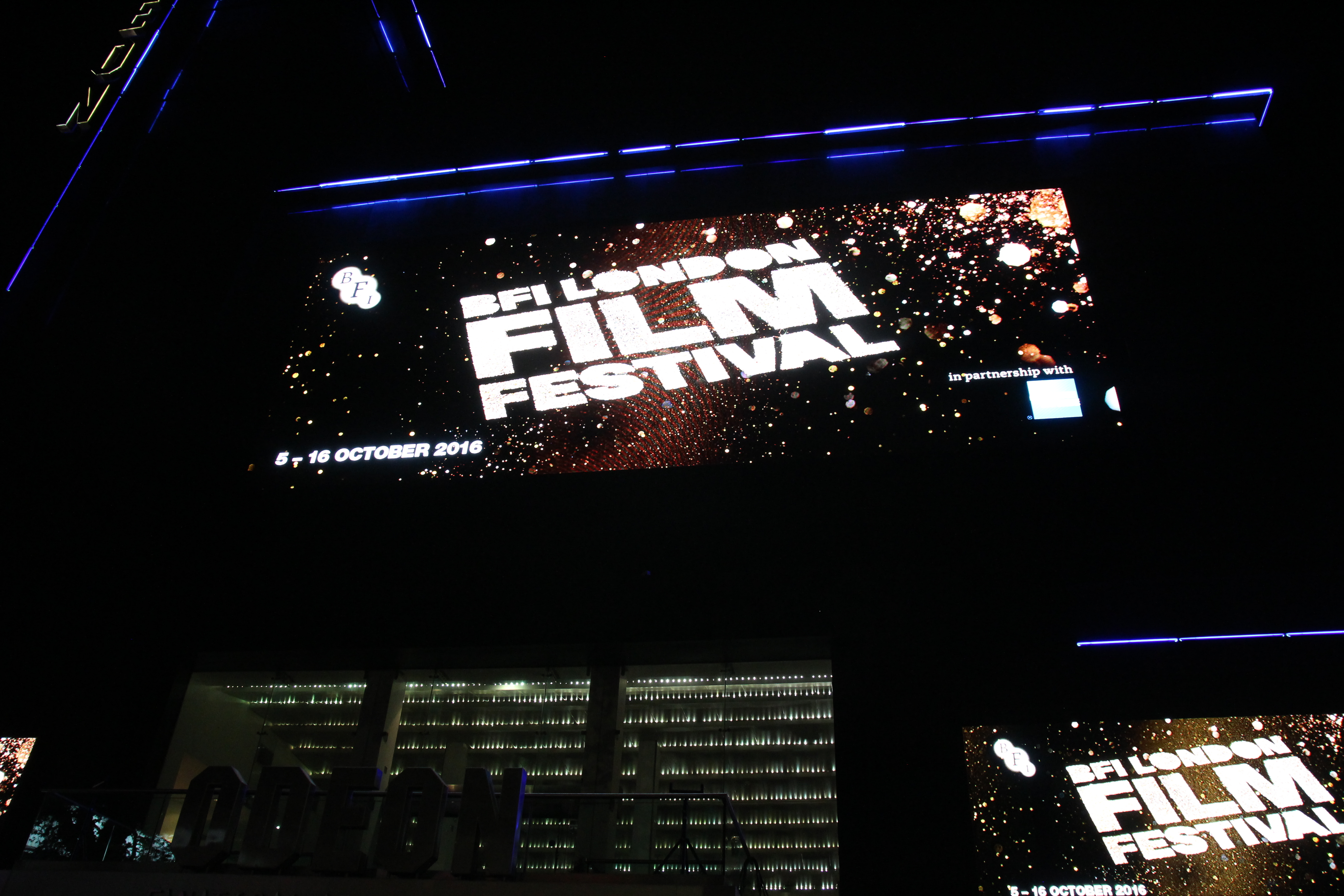

Festival nasce nel 1956 da un'idea di alcuni critici cinematografici, che notarono la mancanza di un festival del cinema in una città come Londra, pensando di creare un evento al pari di festival cinematografici come a Venezia e Cannes. Lo scopo principale era quello di creare un nuovo festival che desse la possibilità al pubblico di visionare pellicole internazionali, che altrimenti non avrebbero potuto vedere nel circuito cinematografico britannico. Il primo London Film Festival è stato ideato dall'allora direttore James Quinn, e si è svolto dal 16 al 26 ottobre, con una selezione di soli 15-20 film proiettati, che spaziavano tra le opere di celebri registi, tra cui Akira Kurosawa, Luchino Visconti e Andrzej Wajda.
Sebbene il festival nasce principalmente come una festa di cinema, nel corso degli anni assume sempre più importanza, tanto da attirare sempre più giornalisti e professionisti del cinema o semplici appassionati di cinema internazionale. Il festival ha permesso a promettenti cineasti di mostrare le loro opere, ammettendo ogni genere e formato e dando indifferentemente spazio a lungometraggi, cortometraggi e documentari.
Il festival si apre e si chiude all'insegna di serate di gala in diverse sedi nel centro di Londra, in cui registi, attori, produttori possono tenere discorsi ed interagire con il pubblico, rispondendo alle domande dello spettatore. Durante il galà di chiusura vengono assegnati riconoscimenti alle persone che hanno contribuito sotto ogni aspetto alla realizzazione di film, come stuntmen, montatori, tecnici del suono, ect. Il festival è suddiviso in diversi temi che riguardano svariati settori di interesse, come cortometraggi ed animazione, ad esempio.
Dopo molti anni in cui in festival si è concentrato esclusivamente nel centro di Londra, con oltre 18 sedi a disposizione per serate e proiezioni, dal 2007 ha ampliato i suoi confini al di fuori della città, con sedi sparse per l'Inghilterra ed alcune nel Galles.
La sempre crescente affermazione del festival, ha invogliato affermati cineasti di successo ad usare il festival come anteprima delle loro opere. Nel 2008 registi come Ron Howard e Oliver Stone hanno presentato al festival i loro film Frost/Nixon - Il duello e W..

## Staff del London Film Festival
- Direttore Artistico: Sandra Hebron
- Programmatore: Michael Hayden
- Programma Manager: Sarah Lutton
- Produttrice: Helen de Witt
- BFI Direttore: Amanda Nevill
- Editore The Times: James Harding